# Serra de Tramuntana (comarque)
La Serra de Tramuntana est une comarque de l'île de Majorque de la communauté autonome des Îles Baléares en Espagne.

## Communes
| Commune                                                     | Habitants |
| ----------------------------------------------------------- | --------- |
| Andratx                                                     | 11 348    |
| Banyalbufar (Nous comptons et que l'on jette la sécheresse) | 627       |
| Bunyola                                                     | 5 910     |
| Calvià                                                      | 50 777    |
| Deià                                                        | 754       |
| Escorca                                                     | 276       |
| Esporles                                                    | 4 696     |
| Estellencs                                                  | 388       |
| Fornalutx                                                   | 732       |
| Pollença                                                    | 16 997    |
| Puigpunyent                                                 | 1 763     |
| Sóller                                                      | 13 625    |
| Valldemossa                                                 | 1 977     |